# Dockan, Nacka kommun

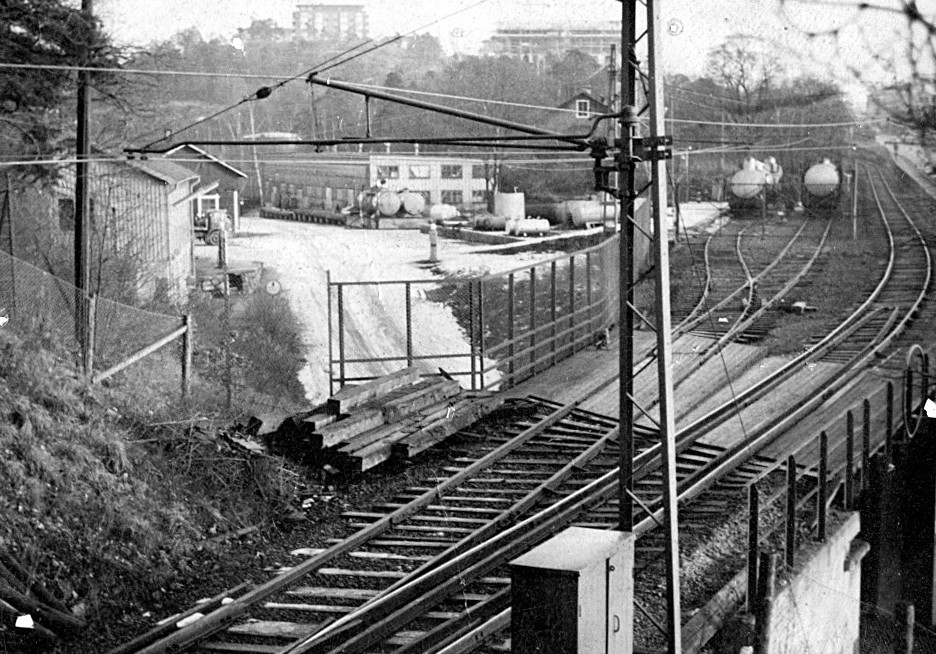
"Dockans lastplats" på 1960-talet.

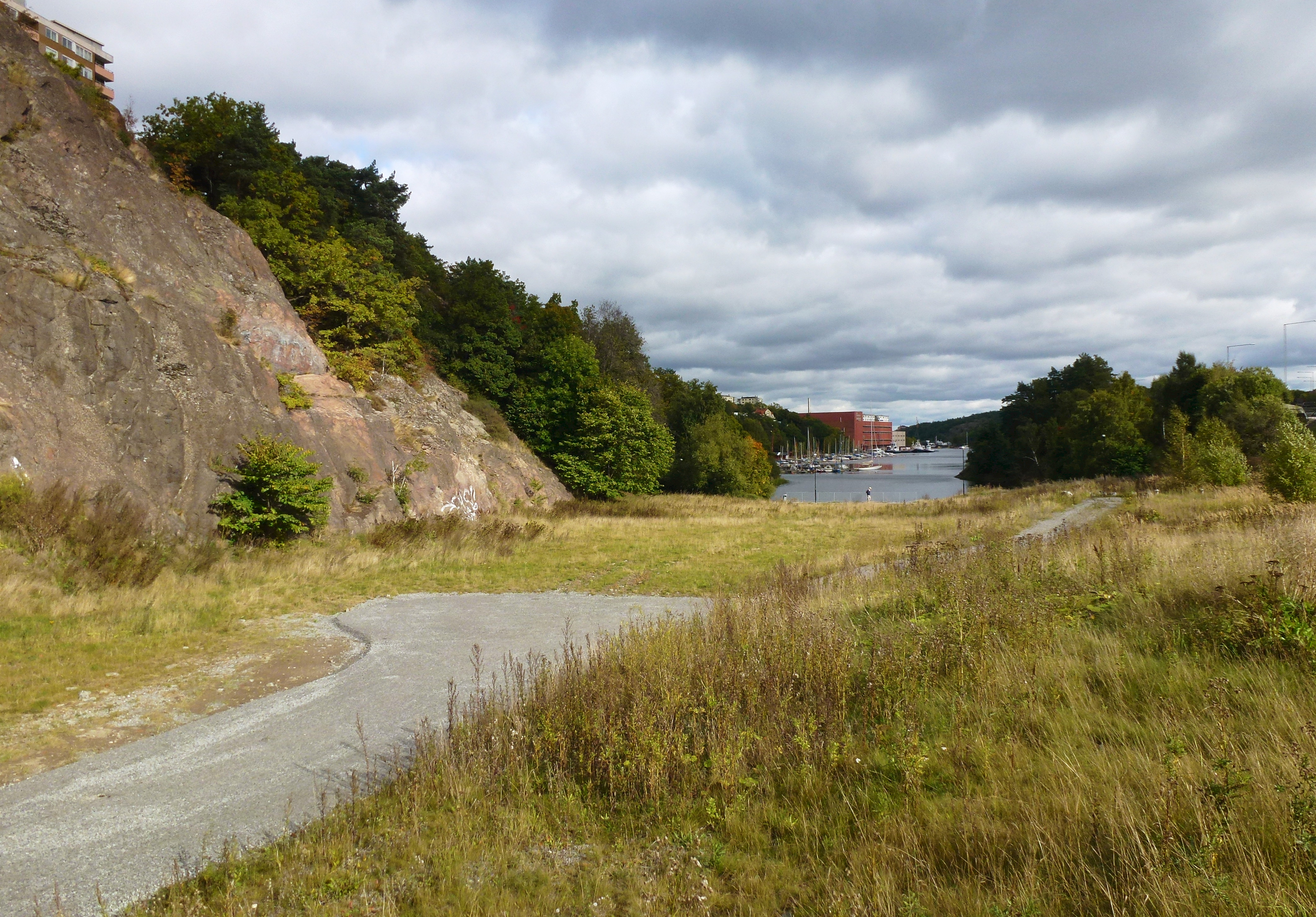
Platsen för "Dockan" i september 2013.

Dockan var namnet på en olje- och fotogendepå, belägen vid Svindersvikens västra slut i Nacka kommun. 
Dockans lastplats hette en 1964 nedlagd station på Saltsjöbanan. 

## Historik
På denna plats vid Svindersviken nedanför Henriksdalsberget låg sedan 1900-talets början en stor av- och omlastningsstation för petroleumprodukter från fartyg. Det fanns en brygga för angöring och härifrån gick sedan distribution i små kvantiteter in till Stockholm. Hanteringen skedde manuellt och med små fat. Fram till 1964 hade Saltsjöbanan sin station ”Dockans lastplats” här. Efter avvecklingen av oljehanteringen fanns en skrothandel på platsen.

## Föroreningar
Den tidigare verksamheten förorsakade bland annat oljespill, vilket ledde till omfattande markförorening. Under skrothandelns tid kan även metallförorenad olja ha hamnat i marken. Alla tidigare byggnader och installationer är numera rivna och kommunen lät påföra ett cirka en meter tjockt fyllnadslager. Bristen på yta, trafikstörningar från Värmdöleden samt att två huvudvattenledningar korsar fastigheten gör att den troligen inte kommer att exploateras med ny bebyggelse. Området har av Länsstyrelsen i Stockholms län klassats som ”måttlig risk”. Idag (2013) går en promenadväg över området där Dockan en gång låg.